# Televisão comunitária
A televisão comunitária ou canal comunitário é uma forma de comunicação comunitária, destina a transmissão de imagem e som através de radiodifusão ou de televisão por assinatura. A comunicação comunitária, não necessariamente num modelo de transmissão por radiodifusão, caracteriza-se pela transmissão/veiculação de conteúdos audiovisuais de interesse comunitário, cuja produção resulta de uma participação social.
Seu modelo de negócio ou operação é voltado para a produção de conteúdo audiovisual com características não comerciais ou mercadológicas, apesar de possuir formato de veículo comercial em sua estrutura de funcionamento com programação, intervalos e espaços para veiculação publicitária de interesse público.
A vocação da televisão comunitária é absorver e exibir acontecimentos culturais, sociais e naturais com foco regional ou local, limitando sua participação em rede ou cadeia, mas permitindo o intercâmbio e troca de conteúdo entre emissoras do campo público como emissoras universitárias, estatais e educativas. Neste formato, a discussão e reflexão social também acontece sobre pautas de relevância nacional, porém, com foco, essencialmente, no impacto regional nas pessoas e comunidades.
No Brasil funciona a partir do Serviço de Acesso Condicionado (televisão por assinatura) como uma concessão pública para utilização livre de entidades não-governamentais dentro do sistema de TV a cabo e no Canal da Cidadania. É formada uma associação de entidades usuárias do canal comunitário nas localidades/municípios que dispõem de operadora de TV a cabo e Canal da Cidadania, que passam a gerir o canal e veicular uma programação de base local e regional. O canal é disponibilizado gratuitamente, conforme previsto na Lei nº 8.977 de 6 de janeiro de 1995 e na Portaria 489, 18 de dezembro de 2012. Cada município pode ter uma TV comunitária no Cabo e duas no Canal da Cidadania, desde que possua o sistema de TV a cabo e Canal da Cidadania sendo explorado em sua localidade.

## História
No Brasil, surgem nos anos 80, como uma TV Livre, também chamada de TV de Rua, caracterizada por uma produção de vídeos educativo-culturais para exibição em circuito fechado ou em praça pública, como proposta das lutas pela redemocratização do Brasil.
Os canais comunitários foram institucionalizados através da Lei Federal nº 8.977, de 6 de janeiro de 1995 – conhecida como Lei do Cabo –, que deu origem aos chamados Canais Básicos de Utilização Gratuita como forma de contrapartida social dos operadores de cabo. A legislação criou os canais comunitários para serem utilizados por organizações não-governamentais, contudo sem prever a viabilidade econômica desse novo veículo de comunicação. A sociedade civil organizada, principal artífice no processo de democratização dos meios de comunicação, passou a ocupar esses canais previstos em lei e transformar em realidade as letras da legislação.
A primeira cidade brasileira a ter uma transmissão de canal comunitário foi Porto Alegre, no Rio Grande do Sul, no dia 15 de agosto de 1996, através do canal 14 da NET Sul. Em seguida outras cidade também passaram a ter como Rio de Janeiro (30 de outubro de 1996) São Paulo (27 de julho de 1997) e, ainda neste ano Belo Horizonte, Brasília e Campinas.

## Função das TVs comunitárias
As TVs comunitárias são emissoras responsáveis por manter uma programação local, diferenciada da que é usualmente assistida na grande mídia e veículos comerciais, por retratar a cultura, a identidade e os interesses de cada localidade. Um canal comunitário permitem dar voz ao cidadão local, o princípio que permite dar voz aos membros da comunidade é o da participação cidadã, cuja presença deve ser de forma livre, diversa e plural.
Também é função social das TVs comunitárias o papel de tornar acessível a formação livre para jovens profissionais, estudantes e entusiastas da Comunicação, atuando, em muitos exemplos, como primeiro contato com o formato televisivo e a produção audiovisual de programas de TV, Jornalismo, Documentários, Edição Linear e não-linear, Programação e Exibição, Produção de TV, Iluminação, além de outras funções da área.
Muito comum em emissoras comunitárias brasileiras é presenciar a participação comunitária, acadêmica e setoriais na produção e difusão audiovisual locais por meio de programas, reportagens e documentários de assuntos locais, essencialmente, pautados e aprofundados mais pelas demandas sociais e culturais e inversas ao conteúdo fragmentado e superficial de emissoras comerciais regidas por uma grade de programação achatada pela cabeça de rede e compromissos publicitários.[carece de fontes?]

## Legislação brasileira
Lei Nº 8.977, de 6 de Janeiro de 1995. Dispõe sobre o Serviço de TV a cabo e dá outras providências.
Lei Federal nº 12.485, de 12 de setembro de 2011 - Dispõe sobre a comunicação audiovisual de acesso condicionado; altera a Medida Provisória no 2.228-1, de 6 de setembro de 2001, e as Leis nos 11.437, de 28 de dezembro de 2006, 5.070, de 7 de julho de 1966, 8.977, de 6 de janeiro de 1995, e 9.472, de 16 de julho de 1997; e dá outras providências.
Medida Provisória Nº 2.228-1, de 6 de setembro de 2001. Estabelece princípios gerais da Política Nacional do Cinema, cria o Conselho Superior do Cinema e a Agência Nacional do Cinema – Ancine, institui o Programa de Apoio ao Desenvolvimento do Cinema Nacional – PRODECINE, autoriza a criação de Fundos de Financiamento da Indústria Cinematográfica Nacional – FUNCINES, altera a legislação sobre a Contribuição para o Desenvolvimento da Indústria Cinematográfica Nacional e dá outras providências.

## Principais desafios da televisão comunitária no Brasil
Em muitos aspectos as emissoras comunitárias representam o início da Democratização da Comunicação no Brasil, ampliando os meios para produtores de conteúdo e mecanismos de participação cidadã, tornando a informação mais verídica e acessível e sem a interferência estatal, política ou mercadológica de emissoras comerciais ou governamentais. Entretanto, sem o financiamento governamental de custeio ou investimento publicitário mediante audiência do Mercado, as TVs comunitárias precisam encontrar o mecanismo financeiro adequado para sua sustentabilidade e expansão.
Alguns mecanismos já foram experimentados como editais públicos para produção de conteúdo, veiculação de publicidade institucional de interesse público, inserção de programas na grade de programação e repasse público municipal para alguns canais comunitários. 
Em fóruns e encontros setoriais defende-se a criação de um Fundo Público para a Democratização da Comunicação com repasses do orçamento federal ou compartilhado com os estados e municípios, bem como o estabelecimento de financiamento público específico para a radiodifusão comunitária mediante sua função social de interesse público.
Como alternativa em curto prazo e positiva é a utilização da capilaridade das emissoras comunitárias como produtora de conteúdo para abastecer os canais públicos governamentais com material audiovisual diverso, regional e cultural com características representativas de cada região brasileira. Estabelecendo-se um padrão da produção técnica para exibição em grade dos canais governamentais, a aquisição deste material geraria uma fonte de receita e sustentabilidade para as emissoras.
Com a implantação da Televisão digital no Brasil  estabeleceu-se na legislação brasileira a criação de espaço no espectro televisivo para canais de interesse público exibirem sua programação em TV aberta, incluindo as emissoras comunitárias. Neste quesito, é comum observar que os canais geridos com recursos públicos estão adiantados na aquisição de equipamentos e estudos técnicos para operação em canal aberto, como emissoras legislativas estaduais e municipais e educativas. 
O Brasil pode absorver outras experiências de fomento público de Comunicação de outras nações como EUA, Canadá, Reino Unido, Colômbia, Japão, Itália, Austrália e Alemanha que definiram em seus territórios diretrizes públicas como: a fragmentação de veículos locais, acesso a recursos e financiamento público, controle e participação social, inclusão e diversidade, intercâmbio de conteúdo e colaboração em rede/cadeia, distribuição e comercialização, a cadeia audiovisual comunitária e independente, conselhos públicos de avaliação e monitoramento, transparência e governabilidade, entre outros temas que poderiam ser aplicáveis no Brasil, salvaguardando as características e vocações locais.     
Estas ações implementadas em outros países, basicamente, estabeleceram e garantem a existência de um Sistema Público de Comunicação. 

## Televisões comunitárias nos países

### Brasil
Pelo último levantamento da Frente nacional pela Valorização das TVs do Campo Público (Frenavatec), dos 258 municípios onde são oferecidos os serviços de operadoras de TV a cabo , existem 67 canais comunitários em funcionamento, registrados através do Mapeamento de Tvs Comunitárias.